# Leptasterias danica
Leptasterias danica is een zeester uit de familie Asteriidae.
De wetenschappelijke naam van de soort werd in 1887 gepubliceerd door Georg Marius Reinald Levensin.